# Gonville Bromhead
Gonville Bromhead (Versailles, Frankrijk, 29 augustus 1845 - Allahabad, Brits-Indië, 9 februari 1892) was een Britse militair. Hij had als laatste officierstitel de rang van majoor, en kreeg de hoogste onderscheiding, het Victoria Cross (VC) voor dapperheid in het zicht van de vijand, die kan worden toegekend aan de Britse- en Commonwealth (Gemenebest) legers.

## Zijn levensloop
Gonville Bromhead was afkomstig uit een bekende militaire familie. Het gezin was afkomstig uit Thurlby Hall, Newark-on-Trent, Nottinghamshire, Groot-Brittannië. Niettemin werd Gonville geboren in Versailles in augustus 1845. Hij bereikte de rang van Ensign (2e luitenant) op 20 april 1867 en die van luitenant op 1 november 1871.
Gonville Bromhead leed aan slechthorendheid, een handicap die zijn promotiekansen in zijn verdere loopbaan beperkte. Hierom ook had Bromhead uitstel gevraagd voor het bevel aan luitenant John Rouse Merriott Chard tijdens het Zoeloebeleg in de Slag bij Rorke's Drift. Bromhead was voordien bevorderd tot luitenant in november 1871, en Chard enkele jaren vóór hem, 15 juli 1868, en was dus de oudste in rang. Deze orde van bevelvoering werd door beiden onderling beslist net voor de gevechten. 
Bromhead was toen een 33-jarige luitenant die het bevel voerde over de B Company, 2e Bataljon, 24e Regiment of Foot (later de South Wales Borderers), van het Britse leger, tijdens de Zoeloe-oorlog. Toen de volgende actie plaatsvond, die van Rorke's Drift, werd hij hiervoor beloond met het VC.
Bij Rorke's Drift, Natal, Zuid-Afrika, op 22 en 23 januari 1879, kreeg luitenant Bromhead het commando over de verdedigers, als functie, omdat de bevelhebber, majoor Spalding, voordien op verkenning was vertrokken om zich te verzekeren van de verblijfplaats van het N°1 Company, het 24th Regiment of Foot (Warwickshire Regiment, later de South Wales Borderers), die twee dagen eerder aangekomen waren op hun post.
Samen met een officier van de Royal Engineers (Genie), luitenant John R. M. Chard, toonden ze samen met een 100-tal soldaten een mooi voorbeeld van grote dapperheid en standvastigheid in de moeilijkste omstandigheden.
Na de slag werd Bromhead meteen gepromoveerd tot kapitein en vervolgens tot majoor. De militaire aanbeveling aan het Hof voor zijn VC werd gepubliceerd in het Londens Staatsblad (London Gazette) op 8 mei 1879. -
De koningin is zeer verheugd en dit betekent dat Hare Majesteit voorgenomen heeft om de decoraties van het Victoria Cross bij de hier vernoemde officieren en soldaten van het leger van Hare Majesteit, welke aanvragen werden ingediend voor de goedkeuring door Hare Majesteit, voor hun dapper gedrag in de verdediging van Rorke's Drift, ter gelegenheid van de aanval van de Zoeloes, zijn hun namen vernoemd, namelijk: -
Voor hun dapper gedrag bij de verdediging van Rorke's Drift, ter gelegenheid van de aanval van de Zoeloes op 22 en 23 januari 1879. -
Royal Engineers, Luitenant J. R. M. Chard, 2e Bataljon - (thans kapitein en later tot majoor bevorderd).
24e Regiment, G. Bromhead - (thans kapitein en later tot majoor bevorderd).
De luitenant-generaal, bevelhebber van de Britse troepen verklaarde: Indien zij er niet waren, om het goede voorbeeld te geven met het uitstekende gedrag van deze twee officieren en dat zij, onder de moeilijkste omstandigheden en de verdediging van Rorke's Drift al dan niet zouden hebben uitgevoerd, met intelligentie en vastberadenheid, zou dit een groot verlies kunnen betekend hebben, maar dit is dus als het ware bekend als een succes.
De luitenant-generaal voegt hieraan toe, dat het succes te danken is en in grote mate te wijten aan de twee jonge officieren, die gebruik hebben gemaakt van het Chief Command ter gelegenheid hiervan.
Bromhead kreeg zijn VC van Sir Garnet Wolseley in Utrecht, Transvaal, Zuid-Afrika op 22 augustus 1879, uit naam van de Britse koningin.  
De anderen kregen de VC's uit handen van koningin Victoria op Windsor Castle.
Bromhead kreeg nadien nog een bevordering tot majoor op 4 april 1883.
Hij woonde met succes twee cursussen bij op de School of Musketry in Hythe in Kent.
Gonville Bromhead was nog ongehuwd toen hij stierf, op 46 jaar aan buiktyfus in Camp Dabhaura, Allahabad, Brits India op 9 februari 1892, waar hij begraven werd op de militaire begraafplaats, het New Cantonment Cemetery. Er is een gekleurd plaquette met zijn naam vermeld in Brecon Cathedral. De kerk in Thurlby in Lincolnshire, heeft een loodglasraam aan hem gewijd.
Zijn grootvader, die gestreden had in de Slag bij Waterloo, ligt er begraven in de kerk. Bromhead's Victoria Cross ligt in het South Wales Borderers Museum in Brecon, Powys, Wales.
Gonville Bromhead werd beschouwd als iemand van Ierse afkomst, ondanks het feit dat hij geboren werd in Versailles, Frankrijk. Zijn moeder, Judith Christine Wood, was in ieder geval van Ierse afkomst en werd geboren in Woodville, Sligo, in het noordwesten van Ierland. Echter, het huis van zijn vader was in Thurlby Hall, ten noorden van Bassingham, in de buurt van Lincoln, Lincolnshire. Gonville Bromhead volgde zijn opleiding aan de Thomas Magnus Grammar School in Newark-on-Trent, Nottinghamshire, waar een van de schoolgebouwen ‒ 'Bromhead' ‒ naar hem genoemd werd tot in het begin van deze eeuw. Hij stond bekend als zeer slechthorend.
In de film Zulu werd Gonville Bromhead geacteerd door Michael Caine, in zijn eerste sterrol.